# Ультрамонтанство
Ультрамонта́нство (от выражения итал. papa ultramontano — «папа из-за гор» (Альп) < лат. ultra — «далее», «за пределами» + лат. montes — «горы») — идеология и течение в Римско-католической церкви, выступавшие за жёсткое подчинение национальных католических церквей папе римскому, а также защищавшие верховную светскую власть пап над светскими государями Европы. Позднее термин стал обозначать наиболее ортодоксальное, наиболее последовательное направление клерикализма.

## Подробнее
Сам термин возник не позднее XIII века и первоначально обозначал папу, избранного не из итальянцев, а из иной страны — papa ultramontano.
Название «ультрамонтанство» применялось во Франции и в Германии к папе и его сторонникам уже в средние века, впервые на Констанцском соборе; но особенно популярным стал этот термин во Франции после 1682 года, когда собор французского духовенства принял выработанную Боссюэ декларацию, ограничивавшую, в известных пределах, власть папы. Эта декларация дала толчок развитию галликанства. Ультрамонтанство было названием противоположного галликанству направления самого папы и духовенства Италии, а также их сторонников во Франции, и было прежде всего реакцией на протестантский принцип Cujus regio, ejus religio.
Позднее термин вошёл во всеобщее употребление как обозначение наиболее ортодоксального, наиболее последовательного направления клерикализма. Миросозерцание ультрамонтанства особенно ярко было выражено в сочинении Жозефа де Местра «Du pape».
В XIX веке отличие ультрамонтанства от остальных клерикалов стало менее резким.
После Первого Ватиканского собора, бывшего в значительной мере идейной победой ультрамонтанства, и ликвидации Папского государства в 1870 году движение сошло на нет.